# Dampftriebwagen

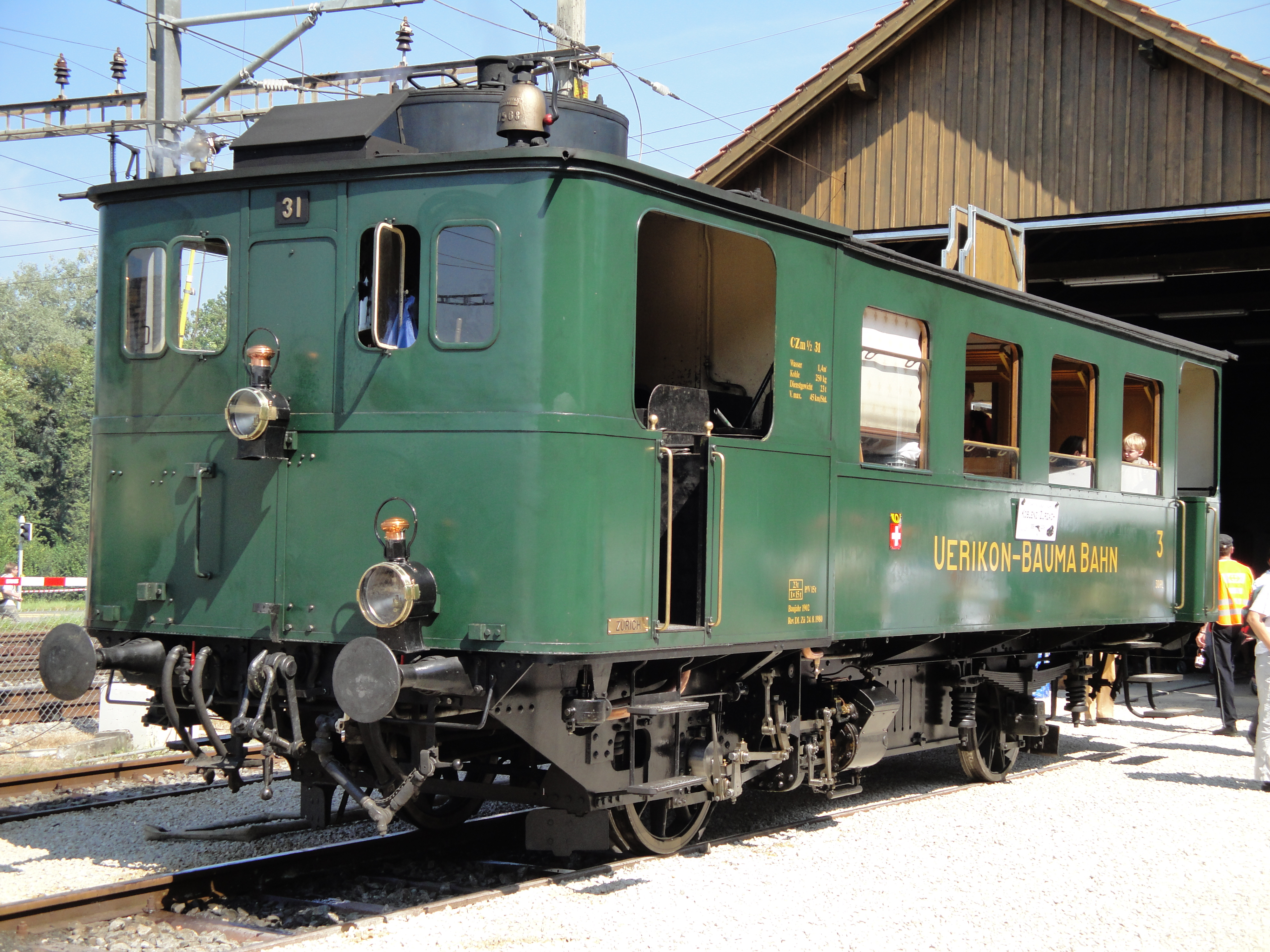
Der betriebsfähige Kittel-Dampftriebwagen ursprünglich ein Serpollet-Dampftriebwagen der CZm 1/2 der UeBB in Koblenz, 2009

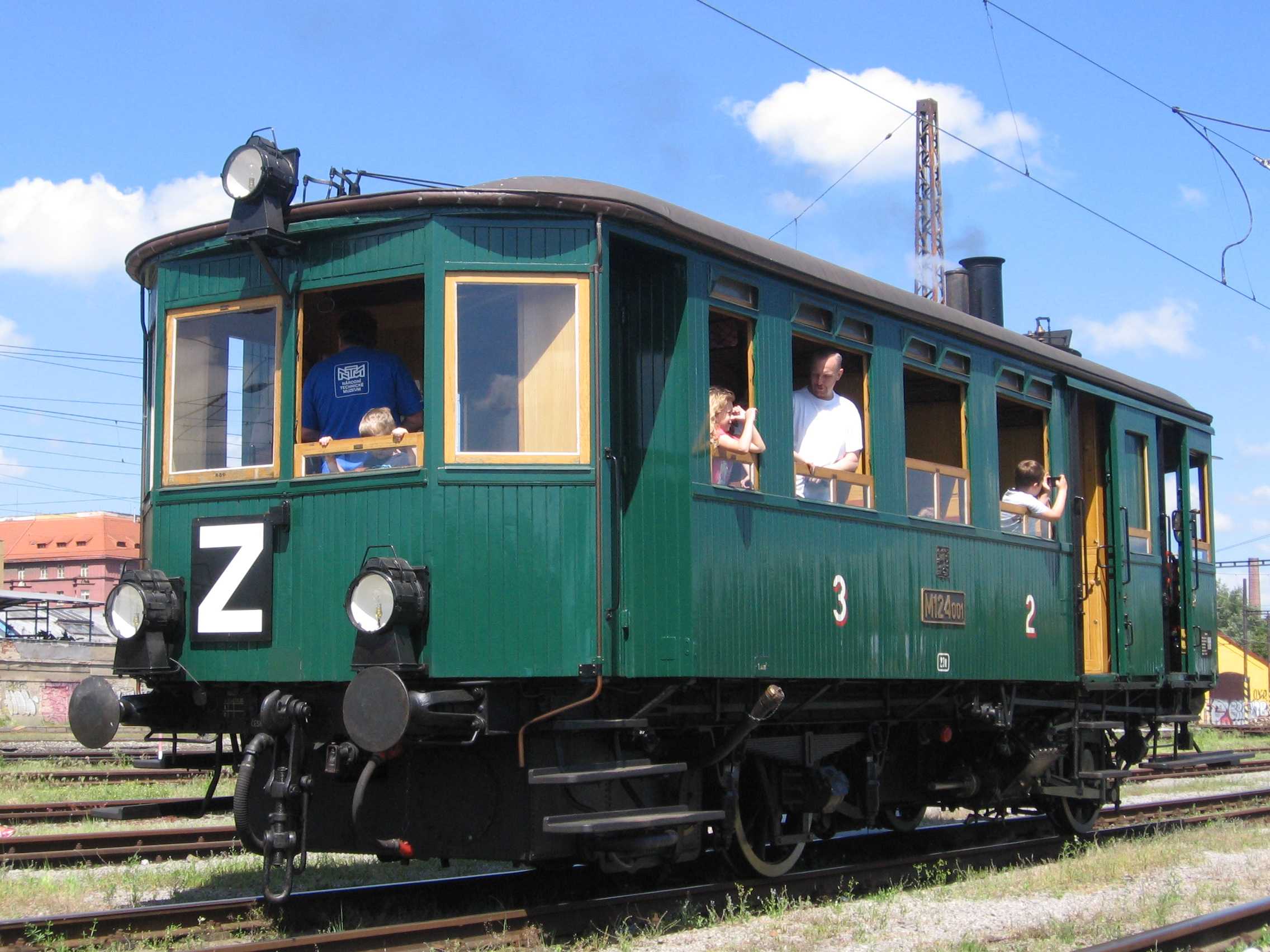
Der betriebsfähige Komarek-Dampftriebwagen M 124.001 ČSD im Bahnhof Praha-Bubny, 2017

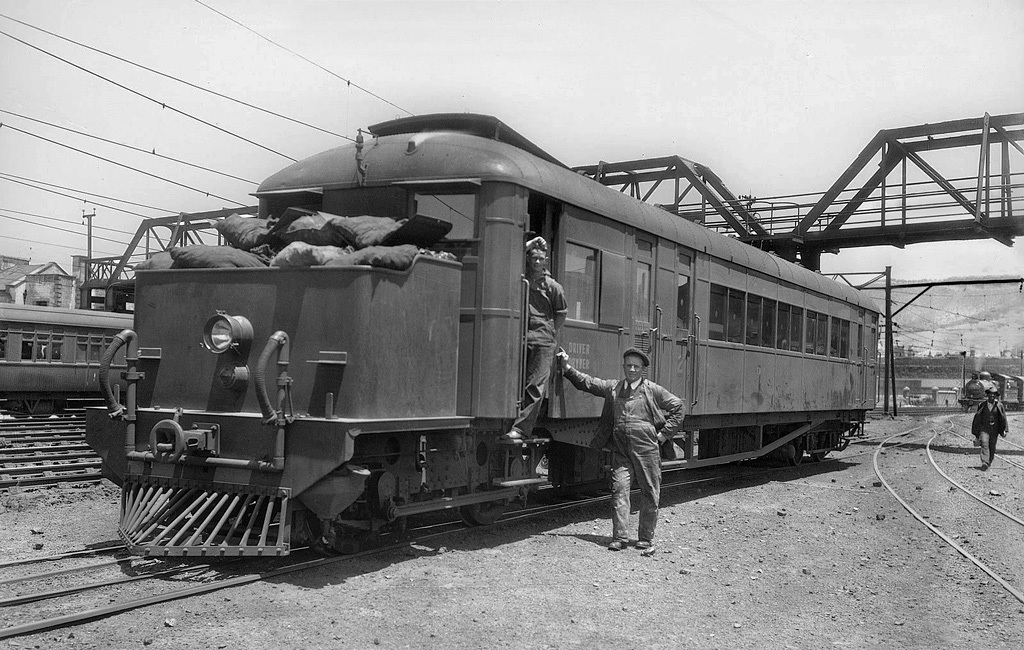
Clayton-Dampftriebwagen der SAR in Kapstadt, etwa 1929

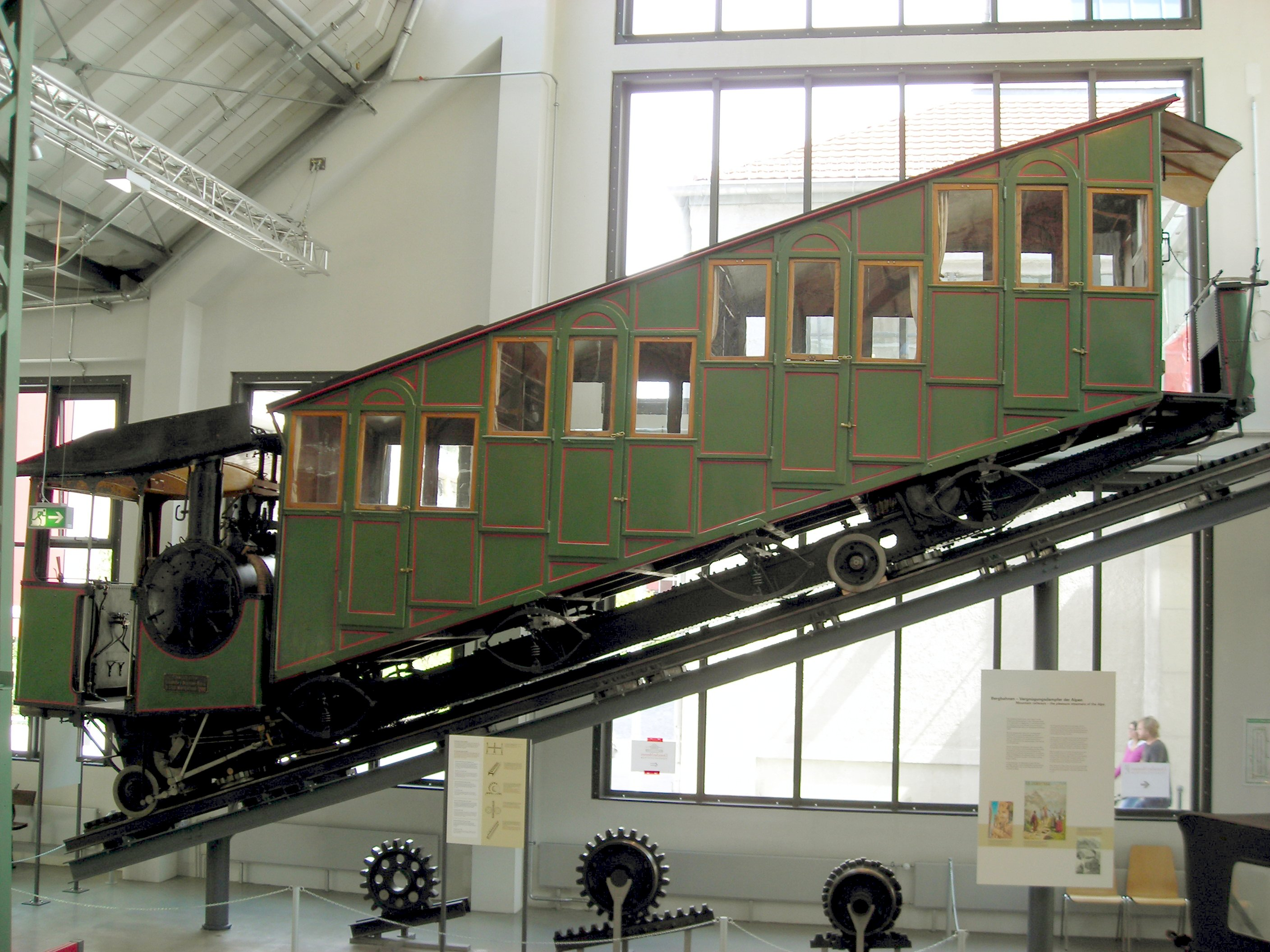
Zahnrad-Dampftriebwagen Bhm 1/2 der PB im Verkehrszentrum München, 2007

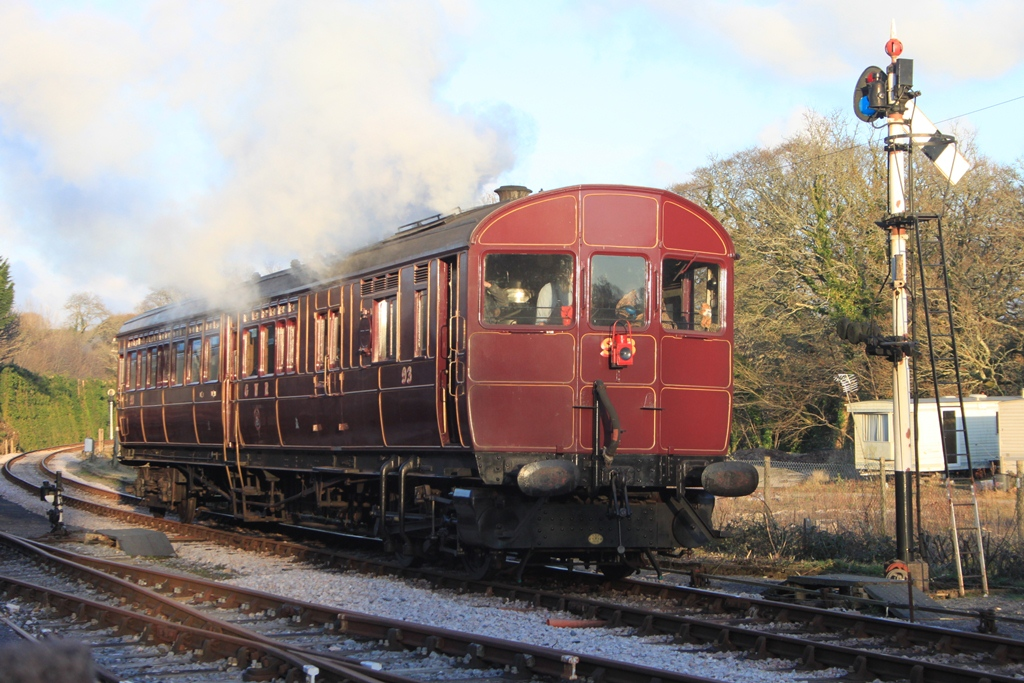
Betriebsfähiger Dampftriebwagen 93 der GWR bei Staverton, 2013

Ein Dampftriebwagen, veraltet auch als Dampfmotorwagen, Dampfwagen, Dampfwaggon und Dampfomnibus bezeichnet, ist ein mit einer Dampfmaschine angetriebenes Triebfahrzeug der Eisenbahn wie auch der Straßenbahn. Die Kombination aus Dampflokomotive und Reisezugwagen gilt als Vorläufer der späteren elektrischen und thermischen Triebwagen. Dampftriebwagen gibt es sowohl als Zweirichtungsfahrzeug wie auch als Einrichtungsfahrzeug, wobei die Einrichtungsfahrzeuge an den Endbahnhöfen mittels Drehscheiben gewendet werden.

## Geschichte
Schon sehr früh in der Geschichte der Eisenbahn wurde versucht, Antrieb und Sitzplatzangebot in einem Fahrzeug zu vereinen, um auch niedrige Verkehrsaufkommen wirtschaftlich abdecken zu können. Die ersten Versuche in dieser Richtung waren aufgrund der unzureichenden Leistung und der problematischen Unterbringung von Kessel sowie Kohlen- und Wasservorrat jedoch nicht besonders erfolgreich. Beim Rennen von Rainhill trat 1829 mit der Novelty eine Lokomotive an, die Platz für mehrere mitfahrende Personen bot. Sie kann als erster Triebwagen der Geschichte angesehen werden.
1854 lieferte Borsig eine dampfbetriebene Draisine an die Berlin-Hamburger Eisenbahn, die mit einem Personenabteil und einem stehenden Kessel ausgestattet war. Dies war der erste längerfristig eingesetzte Dampftriebwagen, er erreichte eine Höchstgeschwindigkeit von 22 km/h. 1879 wurden bei der Niederschlesisch-Märkischen Eisenbahn verschiedene Dampftriebwagen beschafft, bei denen Dampfkessel und Dampfmaschine auf einem der beiden Drehgestelle montiert waren. Weitere Dampftriebwagen in unterschiedlichen Ausführungen wurden von vielen, vor allem auch privaten Bahnverwaltungen beschafft.
Die Österreichische Lokaleisenbahngesellschaft (ÖLEG) orderte 1880 bei den Ringhoffer-Werken in Prag-Smichov einen Dampftriebwagen (ÖLEG C), nachdem dort zuvor schon sogenannte Gepäcklokomotiven fuhren. Auch dieser Dampftriebwagen besaß zwei Drehgestelle, eines davon nicht angetrieben, was zu einer charakteristischen Bauweise bei dieser Fahrzeugart wurde.
1883 wurde auf der australischen Victorian Railways der von einem „W.R. Rowan of Copenhagen“ entworfene „Rowan Steam Car“ in Betrieb genommen.
Ab 1883 wurden Doppelstock-Dampftriebwagen populär. Zu den ersten Bahngesellschaften, von denen sie eingesetzt wurden, zählen die Hessische Ludwigsbahn und die Königlich Bayerischen Staatseisenbahnen. Sie verwendeten Dampftriebwagen Bauart Thomas.
Zwischen 1893 und 1909 beschafften die Königlich Württembergischen Staats-Eisenbahnen insgesamt 16 Triebwagen, die DW 1–17. Die bei den ersten Wagen verwendeten, mit Kohle beheizten Serpollet-Kessel, bewährten sich jedoch nicht und wurden nach wenigen Jahren gegen Kittel-Kessel ausgetauscht. 1902 kauften auch die Großherzoglich Badischen Staatseisenbahnen bei der Maschinenfabrik Esslingen einen Dampftriebwagen mit Serpollet-Kessel, den Triebwagen der Gattung 133c. Sieben weitere Wagen folgten 1914/15 mit Kittel-Kessel als Gattung 121a. Die umgangssprachlich auch als Kittel-Dampftriebwagen bezeichneten Triebwagen der Baureihe KWStE DW 1–17 und der BadStB Gattung 121a galten als betriebssichere und zuverlässige Fahrzeuge. Der Triebwagen der BadStB Gattung 133c erhielt keinen Kittel-Kessel und wurde nach wenigen Jahren in einen Bahndienstwagen umgebaut.
Ein von 1907 bis 1937 auf der Federseebahn in Dienst befindlicher Triebwagen in Spurweite 750 mm mit Achsfolge (1A)'2' und Heißdampfantrieb, bezeichnet als DWss 1, kam quasi als achtzehnter Wagen zu dieser Gruppe dazu. Er war ebenfalls in der Maschinenfabrik Esslingen gebaut worden und entsprach – bis auf das durch die zulässige Achslast von nur 7 Tonnen bedingte vierachsige Fahrgestell – den regelspurigen Dampftriebwagen der K.W.St.E., blieb aber trotz erfolgreichem Betrieb ein Einzelstück in Württemberg.
Drei diesem sehr ähnliche Dampftriebwagen aus der Maschinenfabrik Esslingen, in gleicher Achsfolge und Spurweite, aber mit Nassdampftriebwerk ausgerüstet, gingen 1910 an die Bleckeder Kleinbahn. Sie sollten später zu Verbrennungstriebwagen umgebaut werden, das unterblieb jedoch aus Kostengründen; stattdessen wurden sie zu Personenwagen umgebaut bzw. nach schweren Schäden verschrottet.
Nach dem Ersten Weltkrieg stand die Entwicklung der Dampftriebwagen in Konkurrenz zur gleichlaufenden Entwicklung der Verbrennungstriebwagen. Japanische und englische Hersteller lieferten zum Beispiel mit unterschiedlichem Erfolg etwa 41 Dampftriebwagen der Shiki-Klasse nach Korea. In den Vereinigten Staaten wurde zu dieser Zeit das System Doble entwickelt. Diese vollautomatischen Dampferzeugungsanlagen versprachen einen wirtschaftlichen Betrieb. Zur Erprobung wurden durch die Deutsche Reichsbahn neun Triebwagen Nr. 51 bis 59 gebaut. Aufgrund des doppelt so hohen Brennstoffverbrauches gegenüber den Verbrennungstriebwagen wurde auf weitere Beschaffungen verzichtet.
1933 wurde von der Lübeck-Büchener Eisenbahn (LBE) der Dampftriebzug mit der Betriebsnummer 2000 in Betrieb genommen und ab Mai 1935 zwischen Lübeck und Hamburg eingesetzt, ab 1936 dann auf der Strecke zwischen Lübeck und Lüneburg. Dieser Triebwagen hat zwei Doble-Dampferzeuger erhalten, welche erfolgreich auch mit Braunkohlenteeröl betrieben wurden. Von der DR erhielt er die Bezeichnung DT 63. Während des Zweiten Weltkrieges wurde dieser Triebwagen ausgemustert.
Nach dem Zweiten Weltkrieg wurden durch die Deutsche Reichsbahn (DR) mit dem Triebwagen DT 59 Versuche mit einer Kohlenstaubfeuerung Bauart Wendler unternommen. Auch diesmal zeigte es sich, dass Verbrennungstriebwagen wirtschaftlicher waren. Dieser Triebwagen war bei der Deutschen Reichsbahn nur kurze Zeit im Einsatz. Bei der Deutschen Bundesbahn wurden noch bis 1952 die württembergischen Dampftriebwagen eingesetzt.
Der 1902 von der Maschinenfabrik Esslingen gebaute Dampftriebwagen CZm 1/2 der Uerikon-Bauma-Bahn kann in der Schweiz beim DVZO noch in Betrieb erlebt werden.

## Galerie
Dampftriebwagen

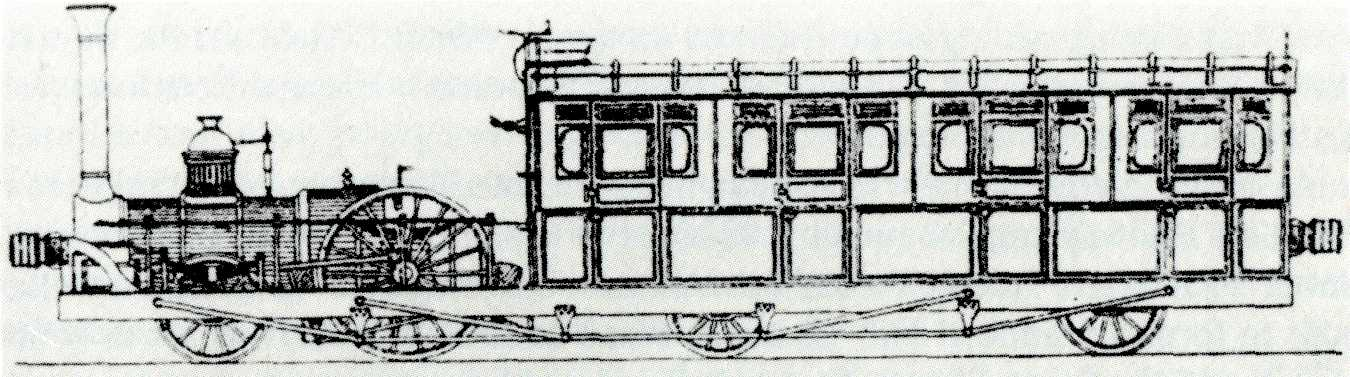
Zeichnung des Enfield-Dampftriebwagen, einer der ersten Dampftriebwagen, 1849
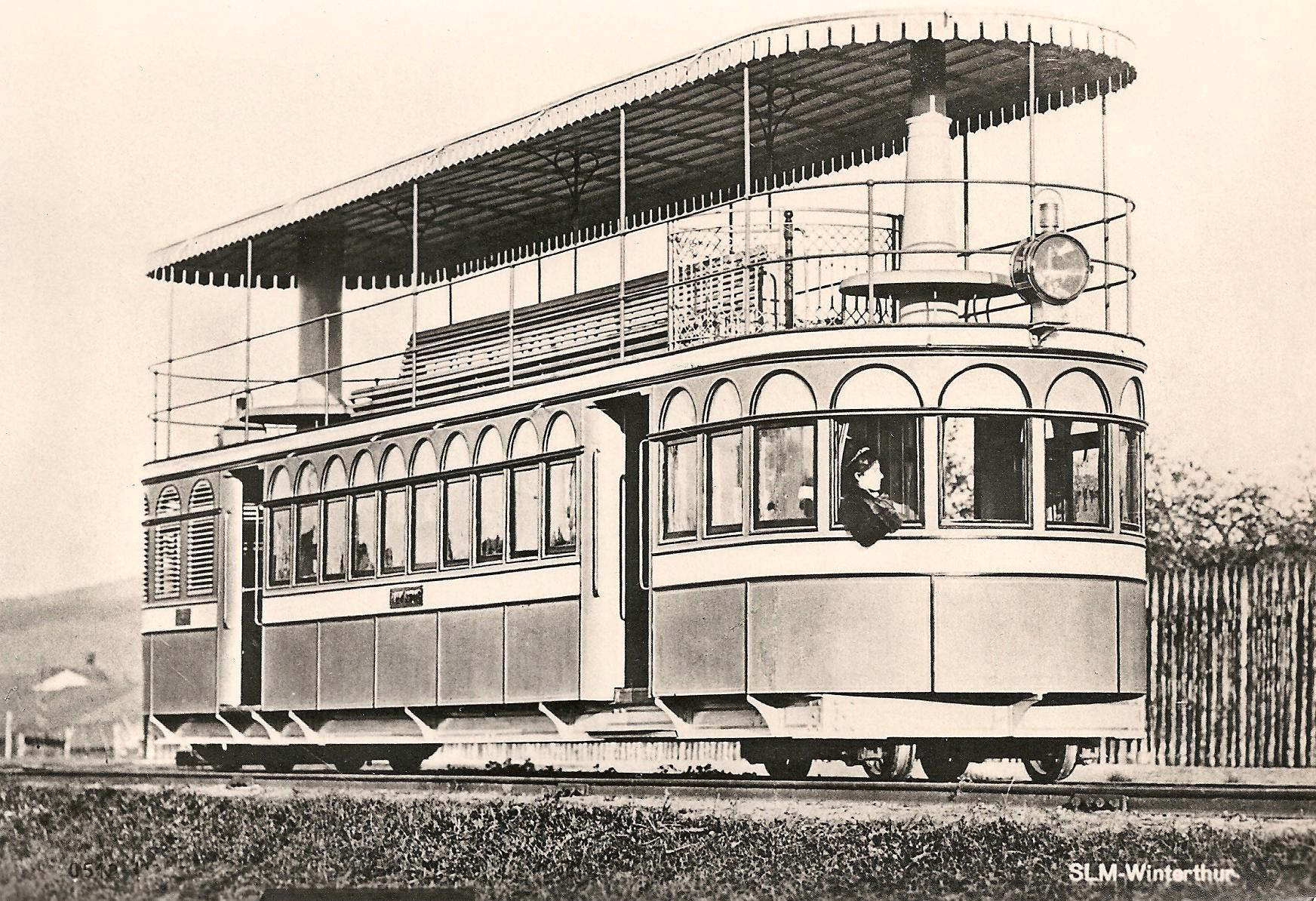
Der Zeit voraus: meterspuriger Brunner-Dampftriebwagen erprobt auf der LEB in der Schweiz, 1876
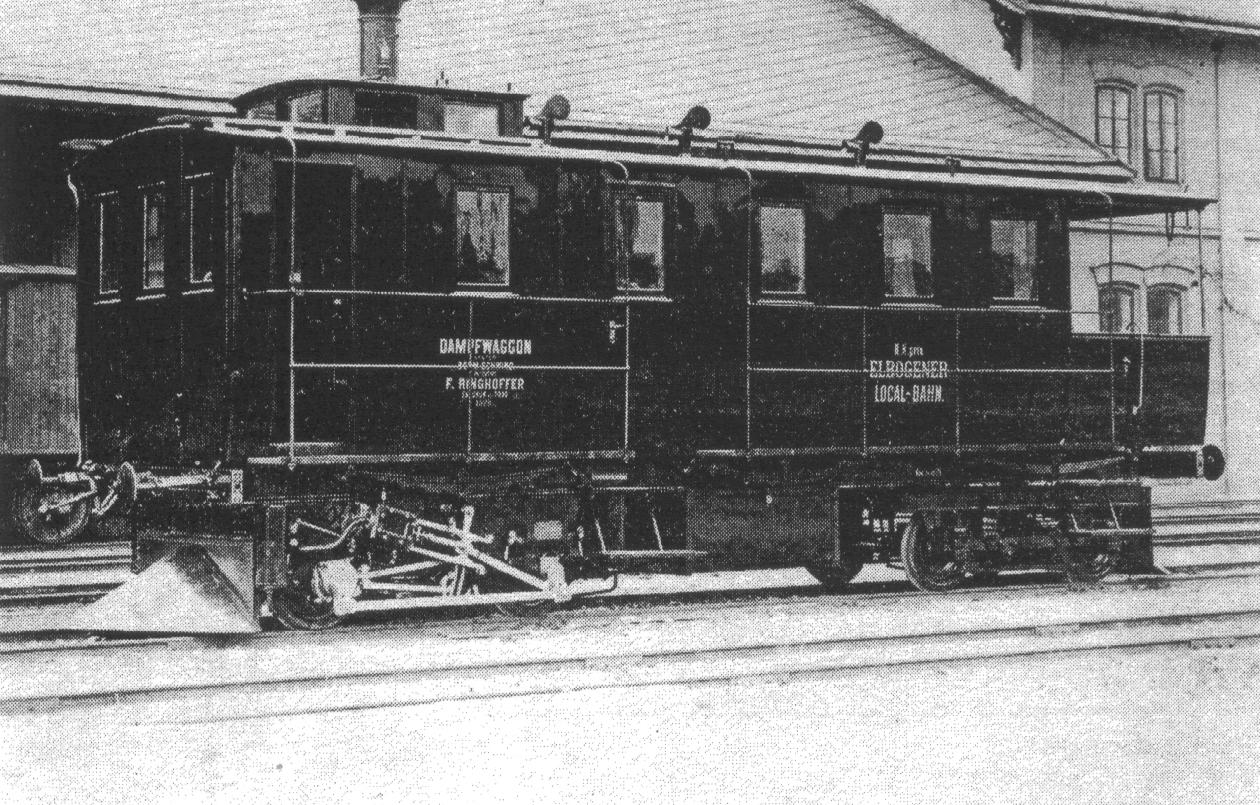
Dampftriebwagen C 201 der Österreichischen Lokaleisenbahngesellschaft von 1880
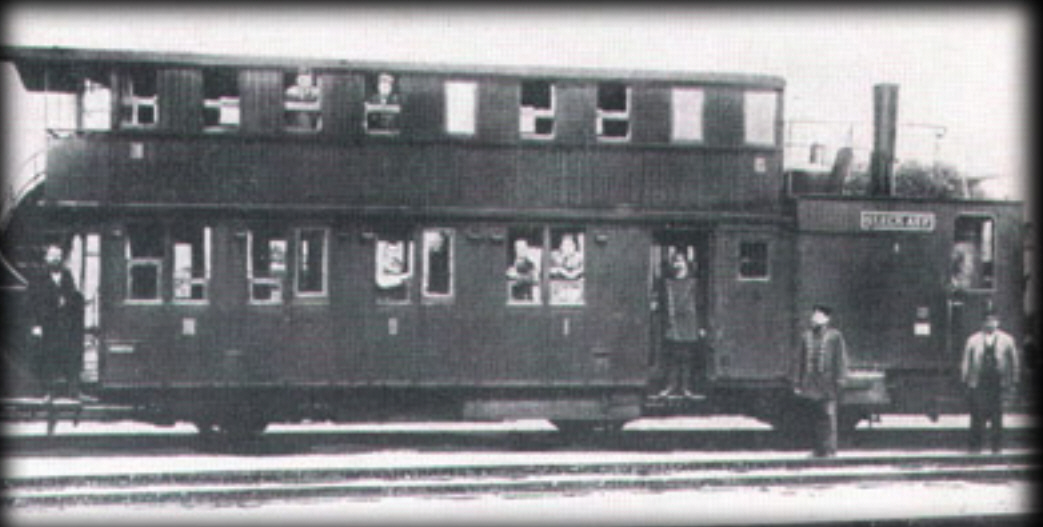
Thomas-Dampfriebwagen Thomas-Dampfriebwagen Glück Auf! der Hessischen Ludwigsbahn, 1880
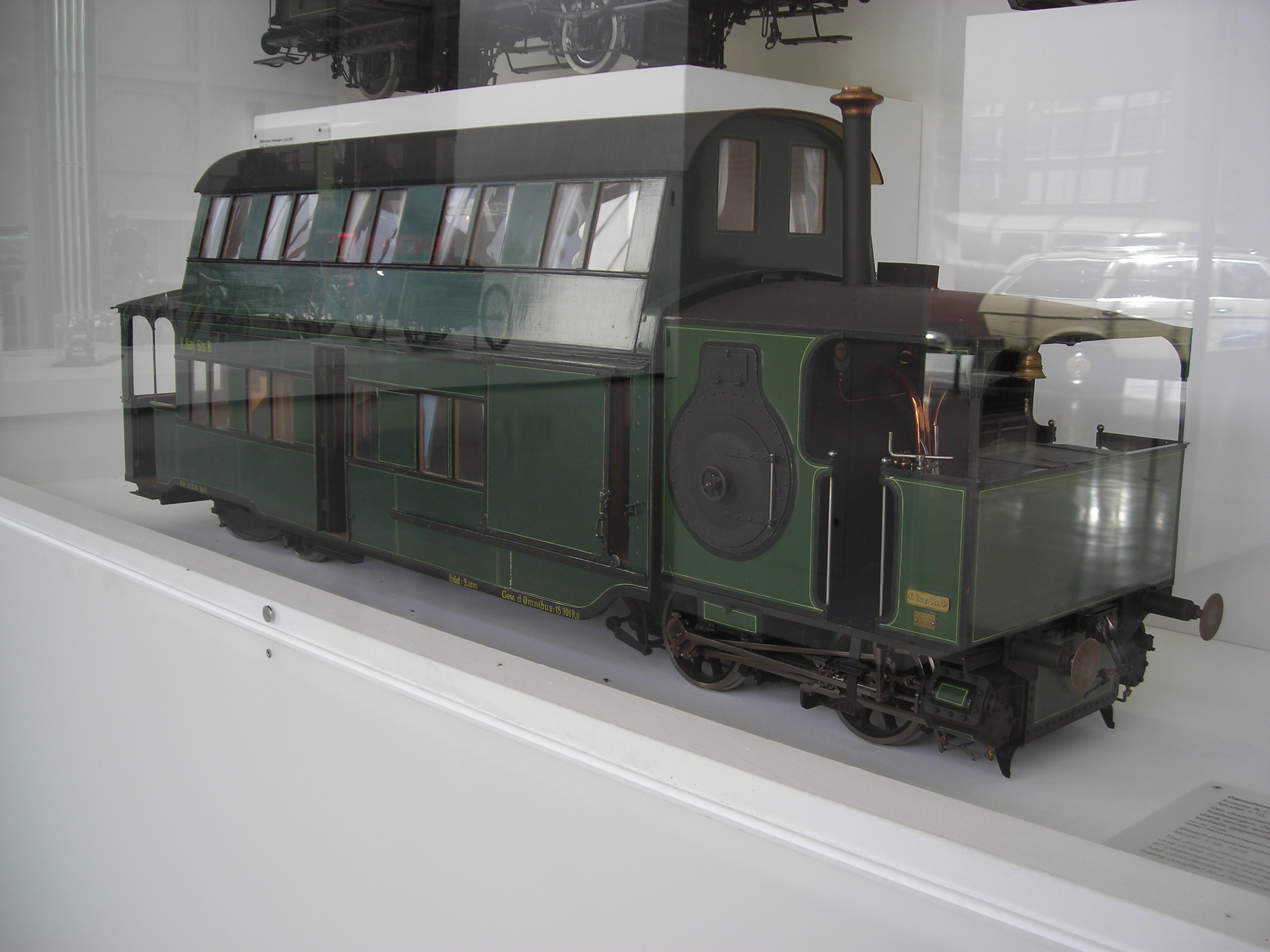
Modell des doppelstöckige Dampftriebwagen von Krauss von 1882
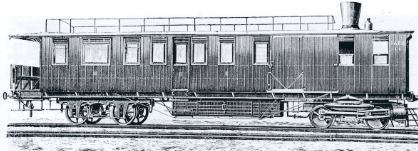
SAE Nr. 1 und 2 der Schleswig-Angeler Eisenbahn-Gesellschaft, 1883
Dampftriebwagen 3 nach System Rowan der Kurfürstendamm-Gesellschaft um 1886, wie diese auch auf verschiedenen Straßenbahnen im Einsatz standen.
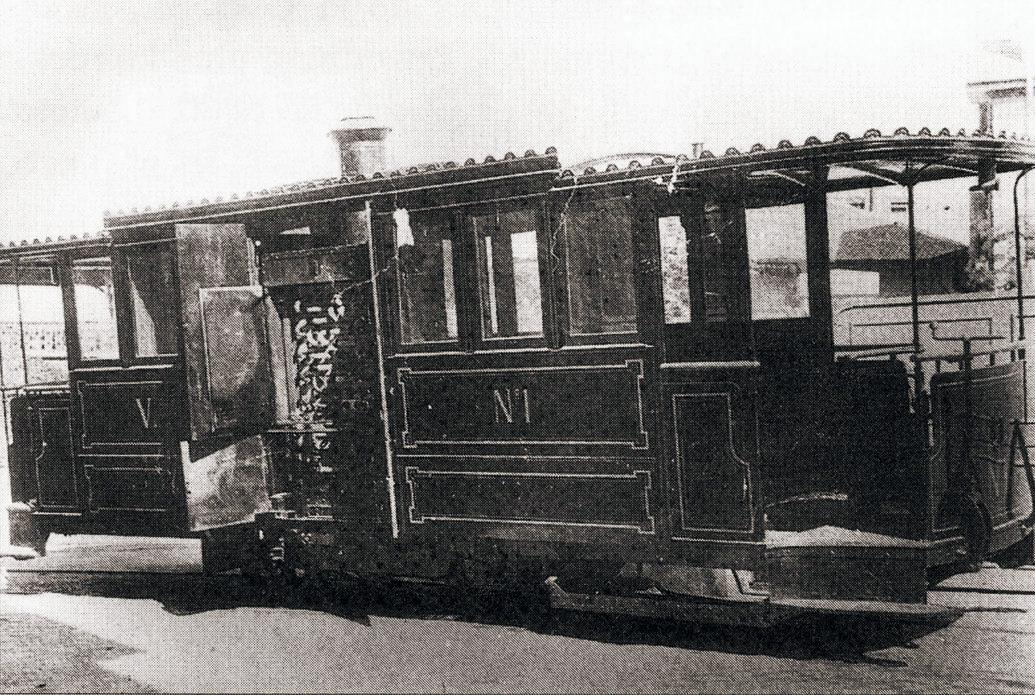
Meterspuriger Serpollet-Dampftriebwagen mit geöffnetem Türen und dadurch sichtbaren Kessel der Société genevoise des chemins de fer à voie étroite, einer Überlandstrassenbahn bei Genf, 1889
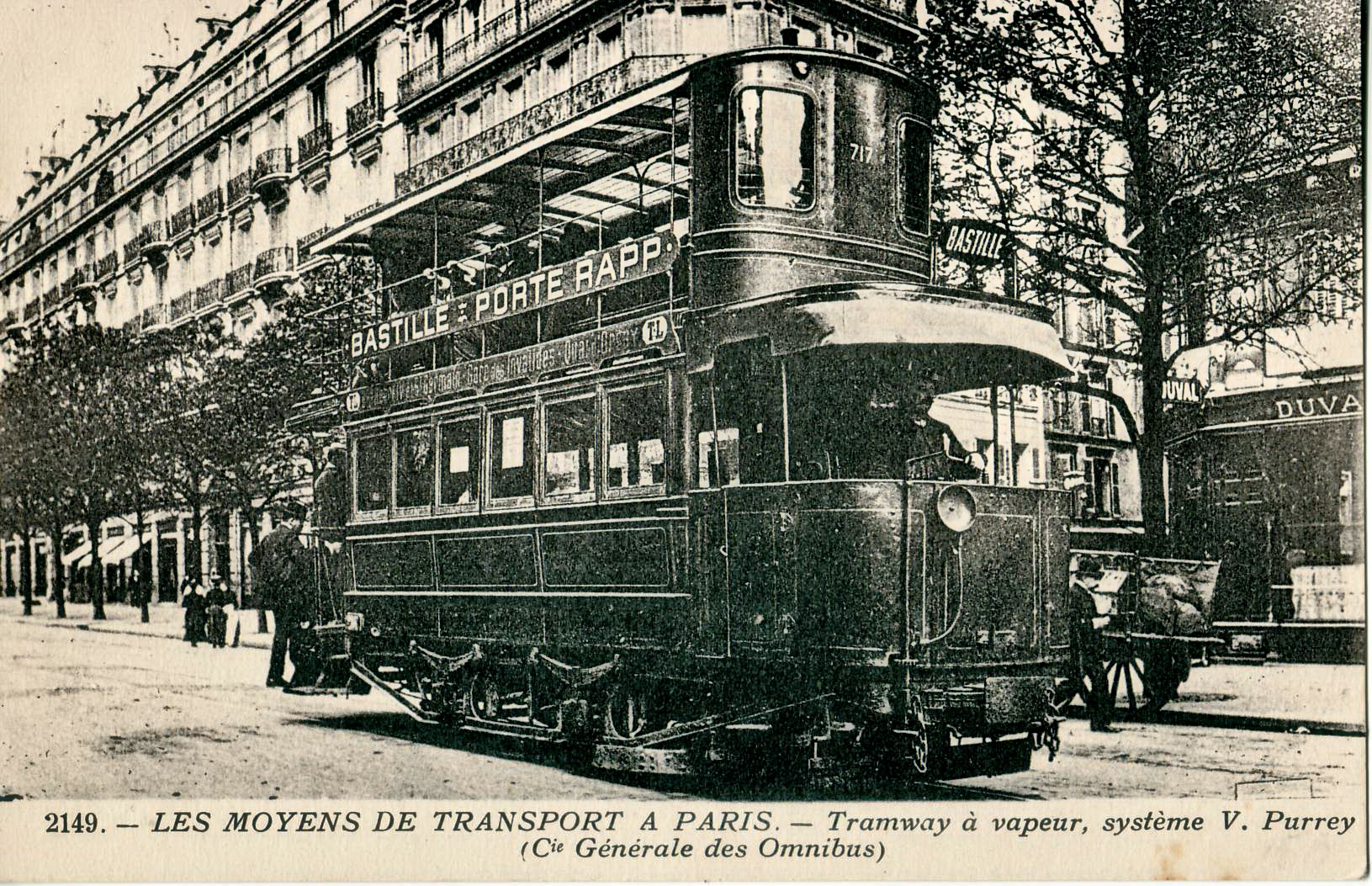
Doppelstöckiger Purrey-Dampftriebwagen der Compagnie Générale des Omnibus in Paris, Anfangs des 20ten Jahrhunderts
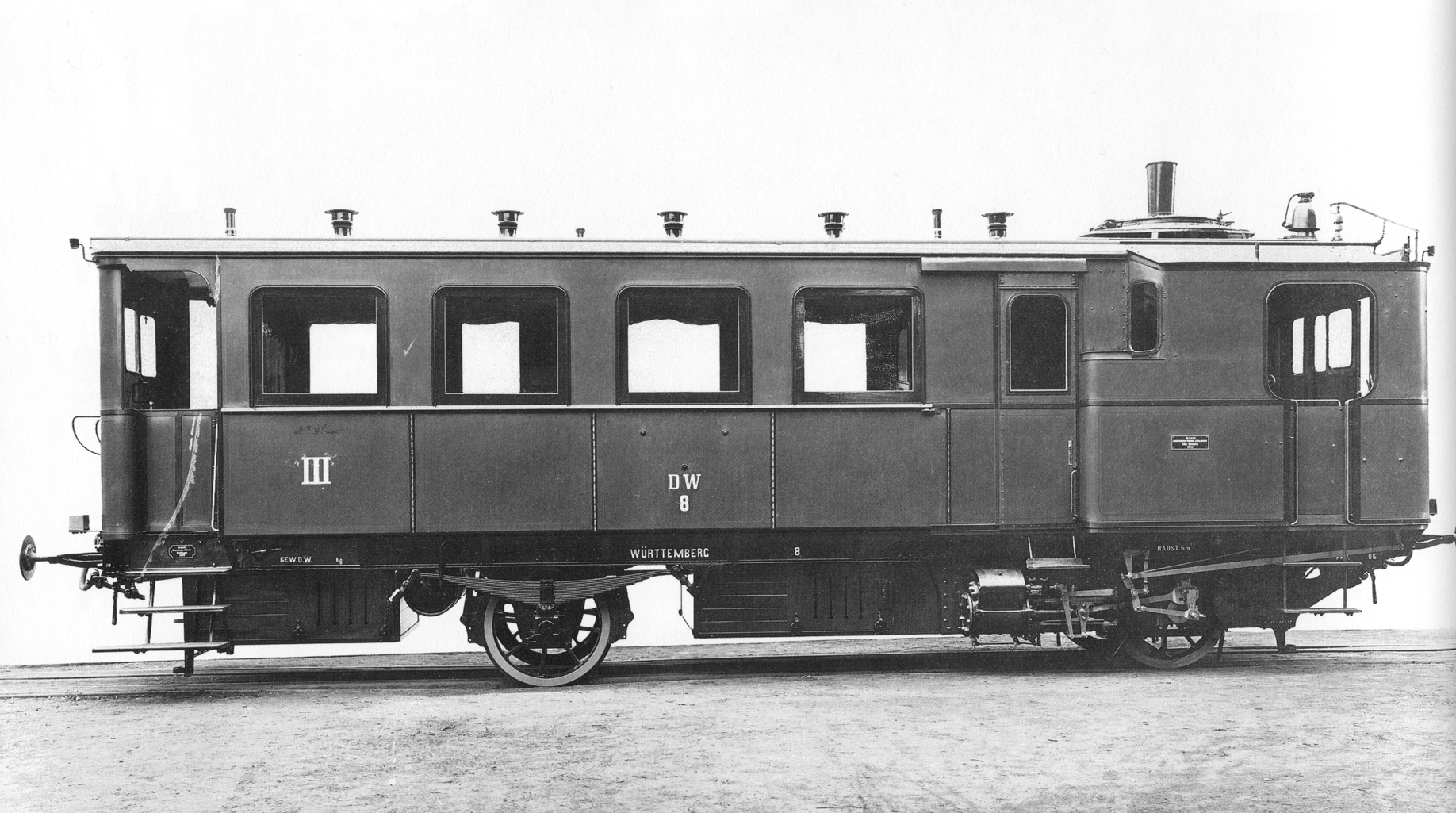
Typischer Kittel-Dampftriebwagen mit Kittel-Kopf: Triebwagen DW 8 der Königlich Württembergische Staats-Eisenbahnen für den normalspurigen Vollbahnbetrieb, um 1900
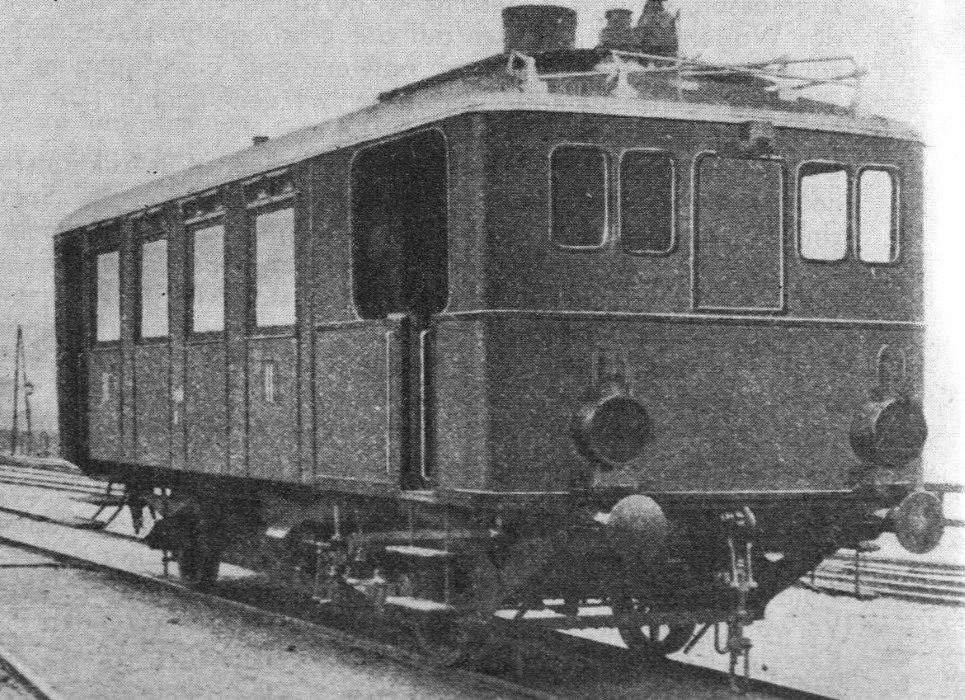
Typischer Serpollet-Dampftriebwagen: Triebwagen 2.001 der k.k. österreichischen Staatsbahnen für den normalspurigen Vollbahnbetrieb, 1902
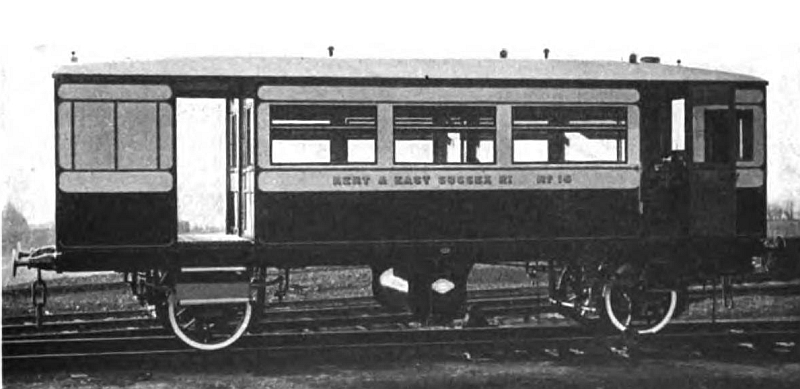
Zweiachsiger Dampftriebwagen der Kent and East Sussex Railway, 1905
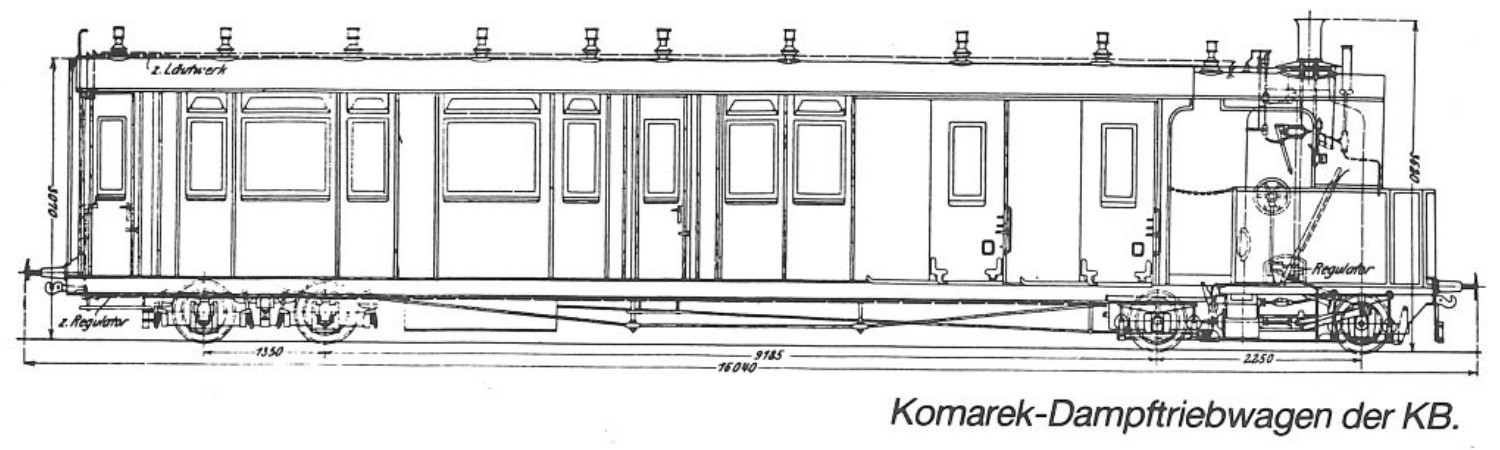
Komarek-Dampftriebwagen der Kerkerbachbahn, um 1905
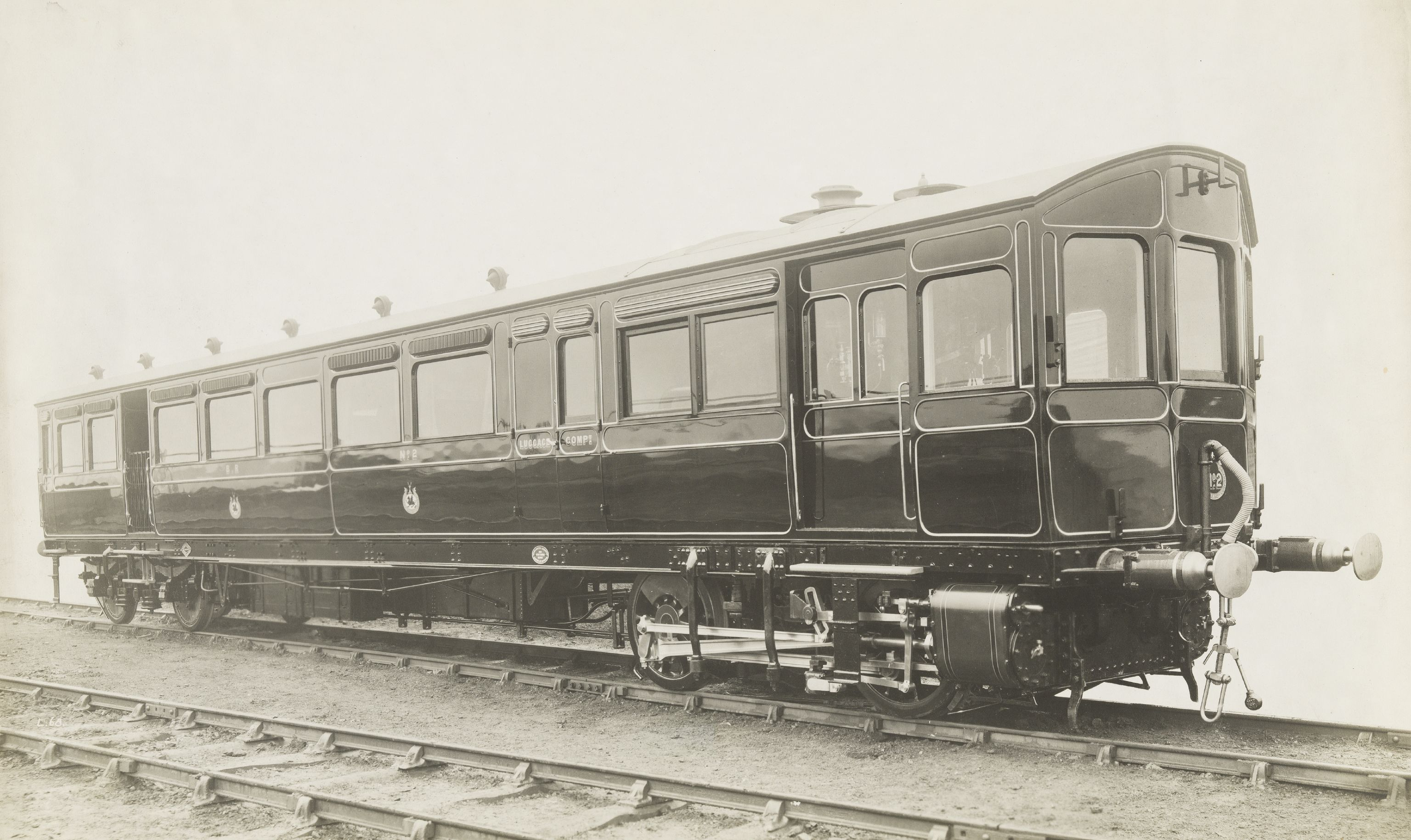
Dampftriebwagen der Barry Railway, 1905
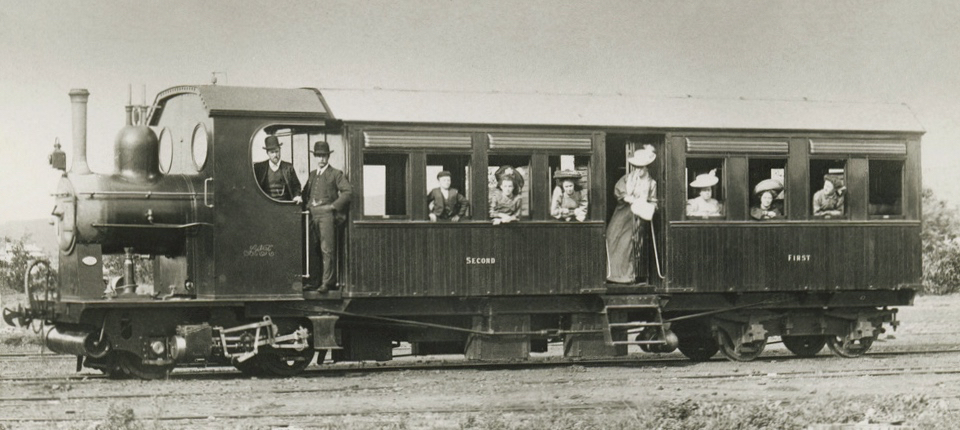
Dampftriebwagen in Australien, 1906
Ein Dampftriebwagen für die Bosnaspur der Niederösterreichischen Landesbahnen, 1907
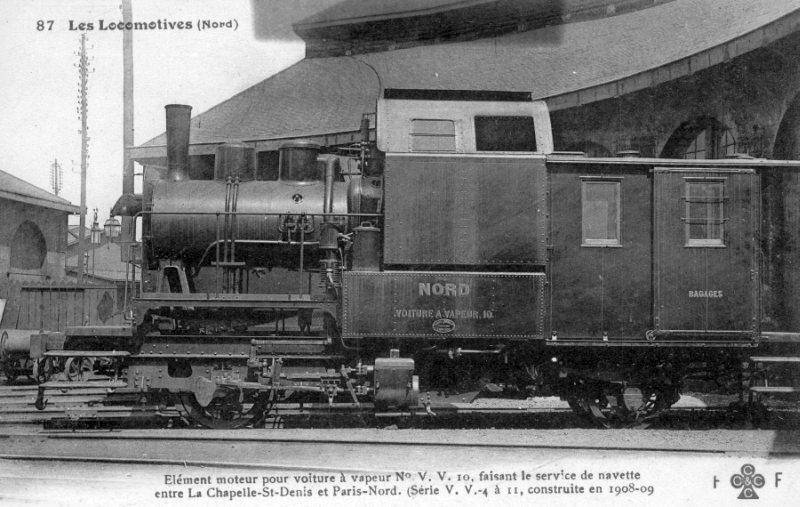
Dampftriebwagen Bauart Buffaud & Robatel der Französischen Nordbahn, 1908
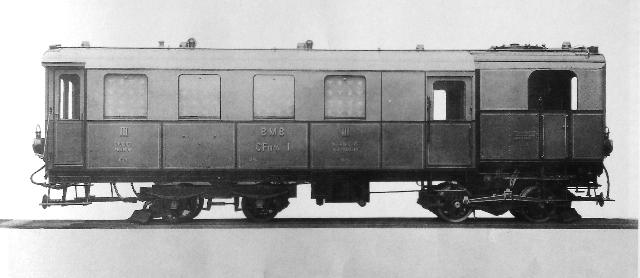
Dampftriebwagen Bauart Liechty der Biel-Meinisberg-Bahn, 1913
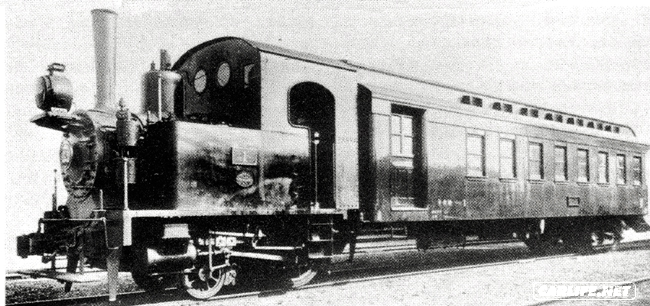
Ein Dampftriebwagen der Shiki-Klasse, 1923
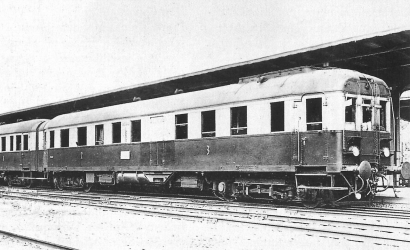
Dampftriebwagen LBE DT 2000 der Lübeck-Büchener Eisenbahn, 1933

Fahrzeuge für den nicht-öffentlichen Verkehr

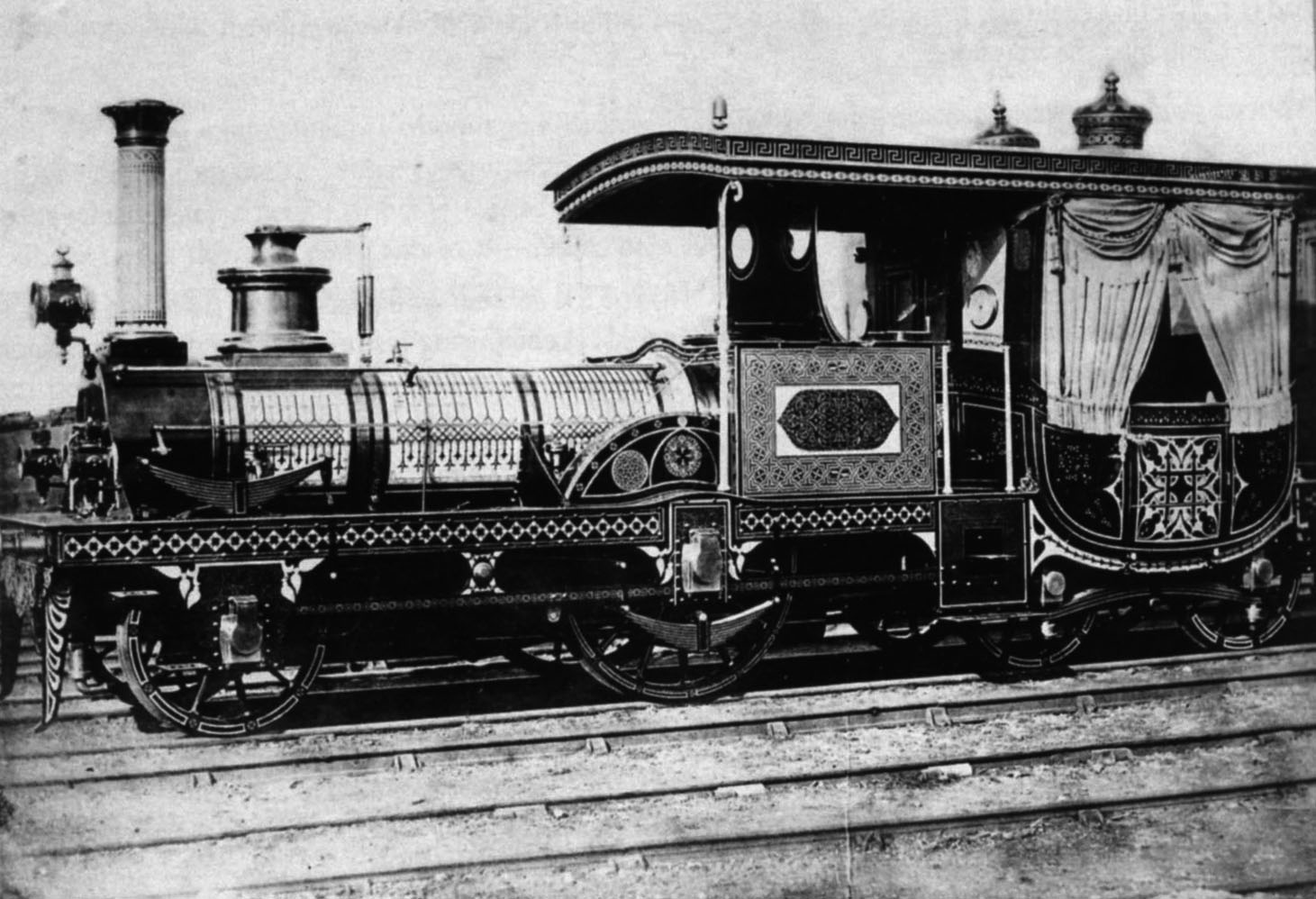
Dampftriebwagen der ägyptischen Khediven (nach 1858)
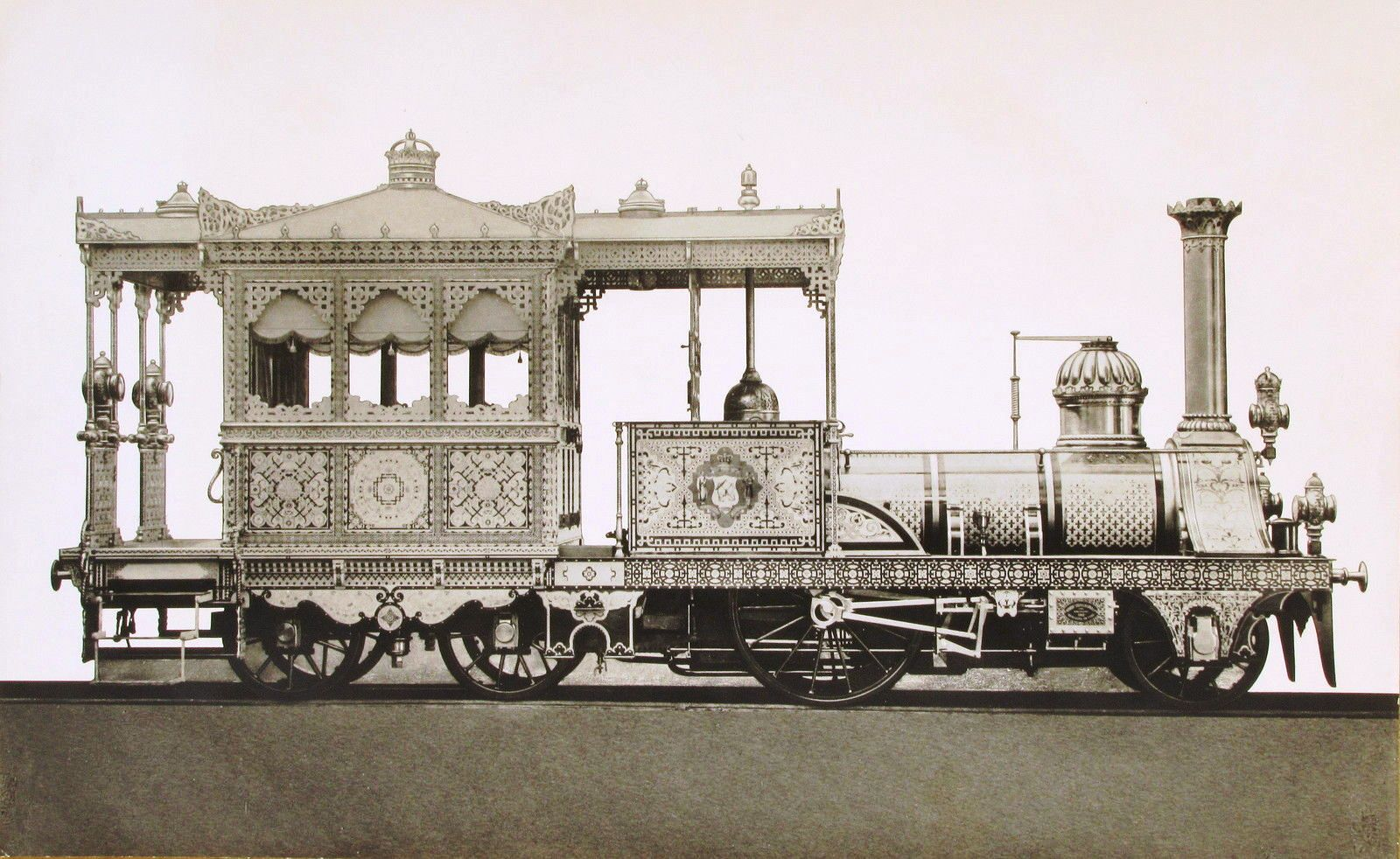
Dampftriebwagen der ägyptischen Khediven (1862)
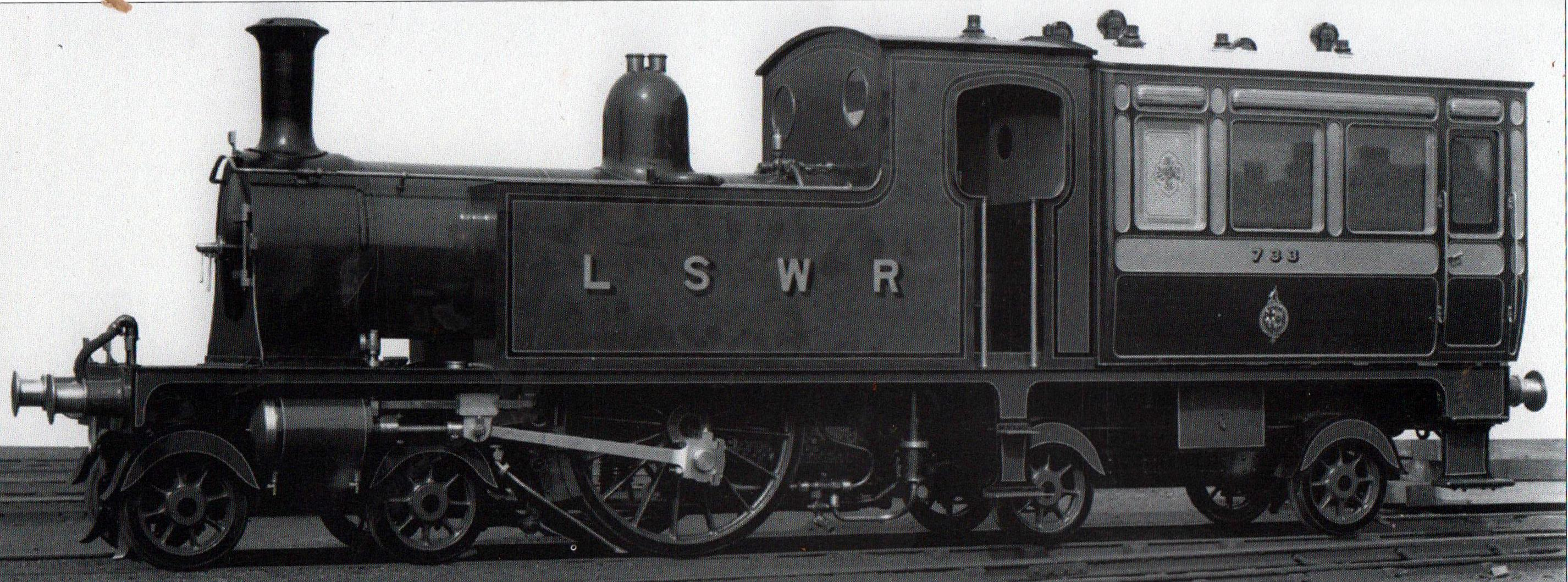
Inspektionslokomotive der London and South Western Railway F9 von 1899
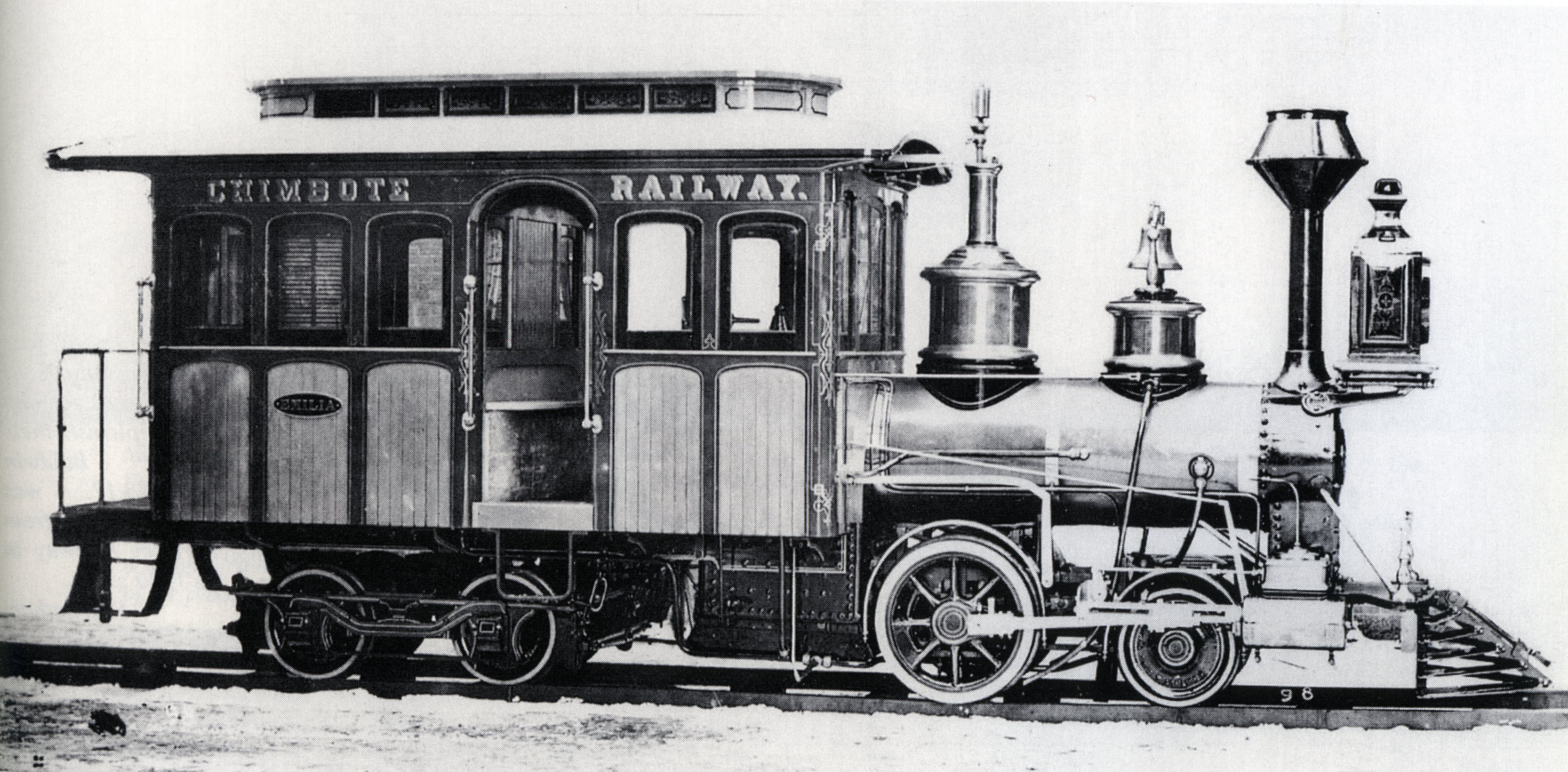
Inspektionsfahrzeug für die Bahnstrecke Chimbote–Huallanca (Peru)